# Muhamed Memić
Muhammed Memić (Derventa, 2 de setembro de 1960) é um ex-handebolista profissional bósnio, medalhista olímpico pela Seleção Iugoslava em 1988. 
Muhammed Memić fez parte do elenco medalha de bronze de Seul 1988. Em Olimpíadas jogou 3 partidas anotando 2 gols.

## Títulos
- Jogos Olímpicos:
  - Bronze: 1988